# Medak
Medak (lat. Ausancalio)  je naselje u Hrvatskoj, u Ličko-senjskoj županiji. U sastavu je grada Gospića.

## Zemljopis
Medak je naselje na rubu Ličkog polja jugoistočno od Gospića.

## Stanovništvo
Prema popisu stanovništva 2011. godine naselje je imalo 62 stanovnika.
Pravoslavni Srbi naseljeni iz Srbije, Crne Gore; Acketa, Capitlaka, Crnokrak, Čokeš, Didulica, Dragičević, Drobnjak, Glumac, Jađovul, Kalinica, Korać, Ljuština, Maoduša, Popović, Samotaka, Starčević, Škorić, Tarbuk, Vlajinić, Ugarak i Žegarac.
Popis stanovništva Like i Krbave iz 1712. godine bilježi da u Medaku živi 112 vlaških obitelji i spominje u njemu:
| 1. Ackete, 2. Brujiće, 3. Capitalke, 4. Ctnokrake, 5. Čaliće, 6. Čokeše, 7. Didulice, 8. Došenoviće, 9. Dragičeviće, 10. Drobnjake, 11. Đuraševiće, 12. Glumce, 13. Gojčinoviće, 14. Grbiće, 15. Grubiće, 16. Gvozdiće, 17. Jađove, 18. Jemiće, 19. Jovičiće, 20. Kalinice, 21. Koraće, 22. Košutice, 23. Kovačiće, 24. Krekoviće, 25. Kuprešane, 26. Lončareviće, 27. Ljeskovce, 28. Ljuštine, 29. Marduše, 30. Martinoviće, 31. Maruniće, 32. Mečane, 33. Mihajloviće, 33.a Mihiće |  | 34. Mijaliće, 35. Milniće, 36. Mučiće, 37. Musalje, 38. Odiće, 39. Panjeviće, 40. Paviće, 41. Petroviće, 42. Pocrnje, 43. Popoviće, 44. Pribiće, 45. Radiće, 46. Radinoviće, 47. Rađeviće, 48. Samotake, 49. Selenkoviće, 50. Starčeviće, 51. Stranjine, 52. Suknaji, 53. Škoriće, 54. Tarbuke, 55. Tesliće, 56. Travice, 57. Trbojeviće, 58. Ugarke, 59. Uzelce, 60. Vlajiniće, 61. Vlajisavljeviće, 62. Vračare, 63. Vuletiće, 64. Zagorce i 65. Žegarce. |

Neke od spomenutih obitelji naseljavale su u selu po više kuća.
| broj stanovnika | 1166  | 1242  | 1215  | 1390  | 1485  | 1424  | 1364  | 1466  | 1052  | 1042  | 1003  | 848   | 663   | 563   | 78    | 62    | 36    |
|                 | 1857. | 1869. | 1880. | 1890. | 1900. | 1910. | 1921. | 1931. | 1948. | 1953. | 1961. | 1971. | 1981. | 1991. | 2001. | 2011. | 2021. |

## Crkva
Hram Rođenja Sv. Jovan Preteče (1688. godine, 1724. godine i 1867. godine, obnovljen 1990. godine), hram Sv. Jovana Preteče na Velebitu, kapela Sv. velikomučenika Georgija.